# 1812 год в музыке

## События
Май — Шведская королевская опера вновь открывается после 6-летнего перерыва.

## Произведения
- Людвиг ван Бетховен[1]
  - Симфония № 7 ля мажор, op. 92.
  - Симфония № 8 фа мажор, op. 93.
  - Соната № 10 соль мажор, op. 96
- Джоаккино Россини
  - Опера «Деметрий и Полибий» (итал. Demetrio e Polibio)
  - Опера «Счастливый обман» (итал. L’inganno felice)
  - Опера «Кир в Вавилоне, или Падение Валтасара» (итал. Ciro in Babilonia (La caduta di Baldassare))
  - Опера «Шёлковая лестница» (итал. La scala di seta)
  - Опера «Пробный камень» (итал. La pietra del paragone)
  - Опера «Случай делает вором» (итал. L’occasione fa il ladro (Il cambio della valigia))

## Родились
- 14 января — Карл Георг Петер Греденер (нем. Karl Georg Peter Grädener), немецкий композитор, органист и хоровой дирижёр (умер 10 июня 1883).
- 6 февраля — Бертольд Дамке (нем. Berthold Damcke), немецкий композитор (умер 15 февраля 1875).
- 1 марта — Луи Дорюс (фр. Louis Dorus), французский флейтист и музыкальный педагог (умер 9 июня 1896).
- 3 марта — Александр Иванович Дюбюк, российский пианист, композитор, музыкальный педагог (умер 8 января 1898).
- 5 апреля — Давид Ридли-Коне (венг. Ridley Kohné Dávid), венгерский скрипач и музыкальный педагог (умер в 1892).
- 23 апреля — Луи Антуан Жюльен (фр. Louis Antoine Jullien), французский дирижёр и композитор (умер 14 марта 1860).
- 26 апреля — Фридрих Адольф Фердинанд Фрайгерр фон Флотов (нем. Friedrich Adolf Ferdinand Freiherr von Flotow), немецкий композитор романтического направления (умер 24 января 1883).
- 20 мая –  Густав Адольф Манкель, шведский композитор (умер 1880).
- 27 июня — Шарль Мари Франсуа Босле (фр. Charles-Marie-François Bosselet), бельгийский композитор, дирижёр и музыкальный педагог (умер 2 апреля 1873).
- 4 октября — Фанни Таккинарди-Персиани (итал. Fanny Tacchinardi Persiani), итальянская оперная певица (сопрано), первая исполнительница партии Лючии ди Ламмермур в одноимённой опере Доницетти (умерла 3 мая 1867).
- 6 ноября — Мориц Мильднер (нем. Moritz Mildner), австрийский скрипач, композитор и музыкальный педагог (умер 4 декабря 1865).
- 6 декабря — Гюстав Ваэз (фр. Gustave Vaëz), французский драматург и либреттист (умер 12 марта 1862).
- 28 декабря — Август Вильгельм Юлиус Риц (нем. August Wilhelm Julius Rietz), немецкий дирижёр, композитор и музыкальный педагог (умер 12 сентября 1877).
- 30 декабря — Виктор Матвеевич Кажинский (пол. Wiktor Każyński), польский скрипач, дирижёр и композитор (умер 18 марта 1867).

- дата не известна — Иоганн Адам Геккель (нем. Johann Adam Heckel), немецкий конструктор музыкальных инструментов (умер в 1877 году).
- дата не известна — Андрей Петрович Лодий, российский оперный певец, лирический тенор, музыкальный педагог (умер 1 января 1871).
- дата не известна — Луиджи Пиччиоли (итал. Luigi Piccioli), итальянский музыкант, певец, учитель пения, профессор Санкт-Петербургской консерватории (умер в 1862 году).

## Скончались
- 15 июня — Антон Пауль Штадлер (нем. Anton Paul Stadler), австрийский кларнетист и бассетгорнист-виртуоз, композитор (родился 28 июня 1753).
- 24 июля — Йозеф Шустер (нем. Joseph Schuster), немецкий композитор (родился 11 августа 1748).
- 21 сентября — Эмануэль Шиканедер (нем. Emanuel Schikaneder), немецкий импресарио, драматург, либреттист, певец (баритон), актёр (родился 1 сентября 1751).
- 13 декабря — Марианна фон Мартинес (нем. Marianne von Martinez), австрийская певица, пианистка и композитор классического периода (родилась предположительно в мае 1744).

Дата неизвестна — Яков Данилович Шумский, русский актёр, оперный певец (баритон) (родился в 1732).